# 尋常高等小學校

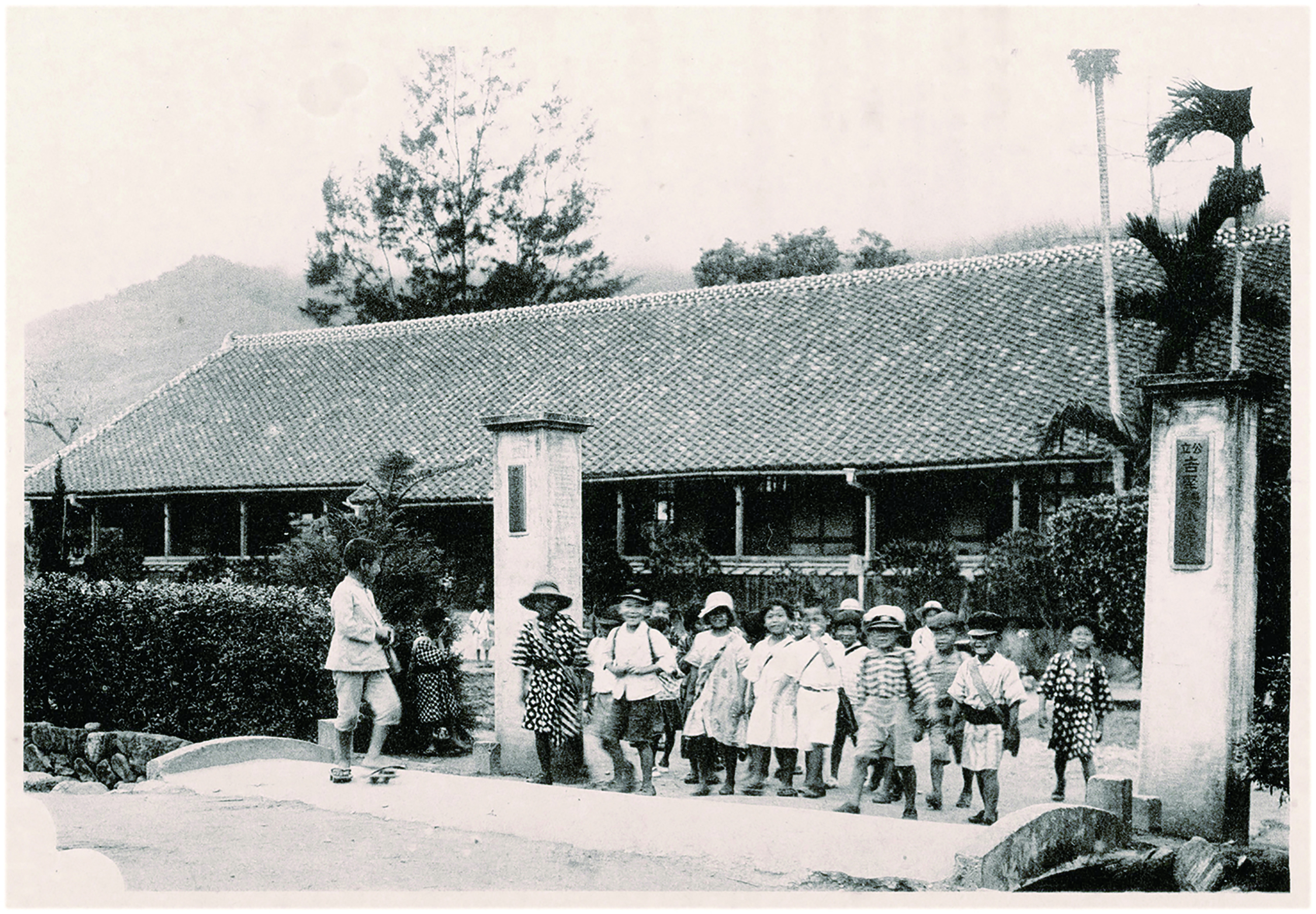
吉野尋常高等小學校（今花蓮縣吉安鄉吉安國民小學）

尋常高等小學校 (日语：／ Jinjōkōtō shōgakkō)，或可稱尋常高等小學，是日本在国民学校令實施前的学校。是根據小學校令，由尋常小學校的教學科目和高等小學校的教學科目合併而成。隨著国民学校令的實行，尋常高等小學被改組為国民学校。
實際上，雖然尋常小學校和高等小學校所在學校本就是同一所学校。但是，尋常小學校是實施義務教育的学校；而高等小學校並非是實施義務教育的学校，因此需要收取学费。

## 相關作品
- 「石内尋常高等小学校 花は散れども（日语：石内尋常高等小学校 花は散れども）」- 2008年的电影。大正時代末期的廣島縣的深山中，尋常高等小学校的故事。

## 相關連結
- 小學校令
- 国民学校令
- 尋常小學校
- 高等小學校
- 日本的學校制度的變遷（日语：日本の学校制度の変遷）